# Bifosfonat
Els bifosfonats són una classe de fàrmacs que prevenen la pèrdua de densitat òssia, que s'utilitzen per tractar l'osteoporosi i malalties similars. Són els medicaments més freqüentment prescrits per a tractar l'osteoporosi. Es diuen bisfosfonats perquè tenen dos grups de fosfonats (PO(OH)
2). Així també s'anomenen difosfonats (bis- o di- + fosfonat).
Les evidències mostren que redueixen el risc de fractures en dones postmenopàusiques amb osteoporosi.
El teixit ossi sofreix una remodelació constant i es manté en equilibri (homeòstasi) gràcies als osteoblasts creant ossos i els osteoclasts destrueixen els ossos. Els bifosfonats inhibeixen la digestió de l'os conduint els osteoclasts a patir apoptosi, o mort cel·lular, disminuint així la pèrdua òssia.
Els usos dels bifosfonats inclouen la prevenció i el tractament de l'osteoporosi, la malaltia de Paget de l'os, metàstasi òssia (amb o sense hipercalcèmia), mieloma múltiple, hiperparatiroïdisme primari, osteogènesi imperfecta, displàsia fibrosa i altres afeccions que presenten fragilitat òssia.

## Marques comercials
A l'estat espanyol estan comercialitzats:
- Alendronat (EFG, Fosamax, Alendrofarm, Soludronate)
- Etidronat (Osteum)
- Ibandronat (EFG, Bonviva)
- Pamidronat, ús hospitalari.
- Risedronat (EFG, Acrel, Actonel)